# Benno Auer von Herrenkirchen

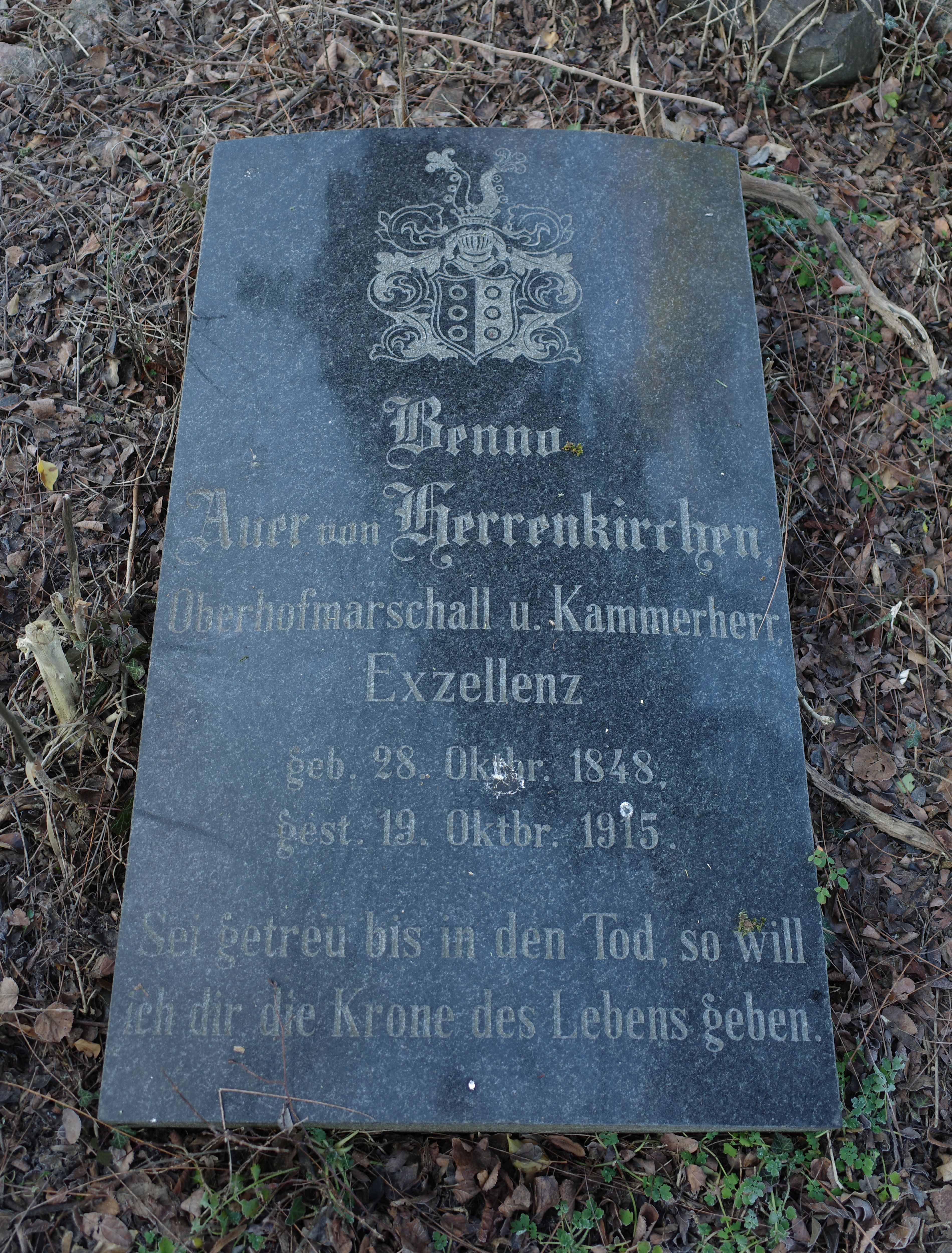
Ruhestätte in Dessau

Amal Ferdinand Wilhelm Benno Auer von Herrenkirchen (* 28. Oktober 1848 in Königsberg (Preußen); † 24. Oktober 1915) war Major, Rechtsritter des Johanniter-Ordens, Kammerherr und Hofmarschall am herzoglich-anhaltischen Hofstaat.

## Leben

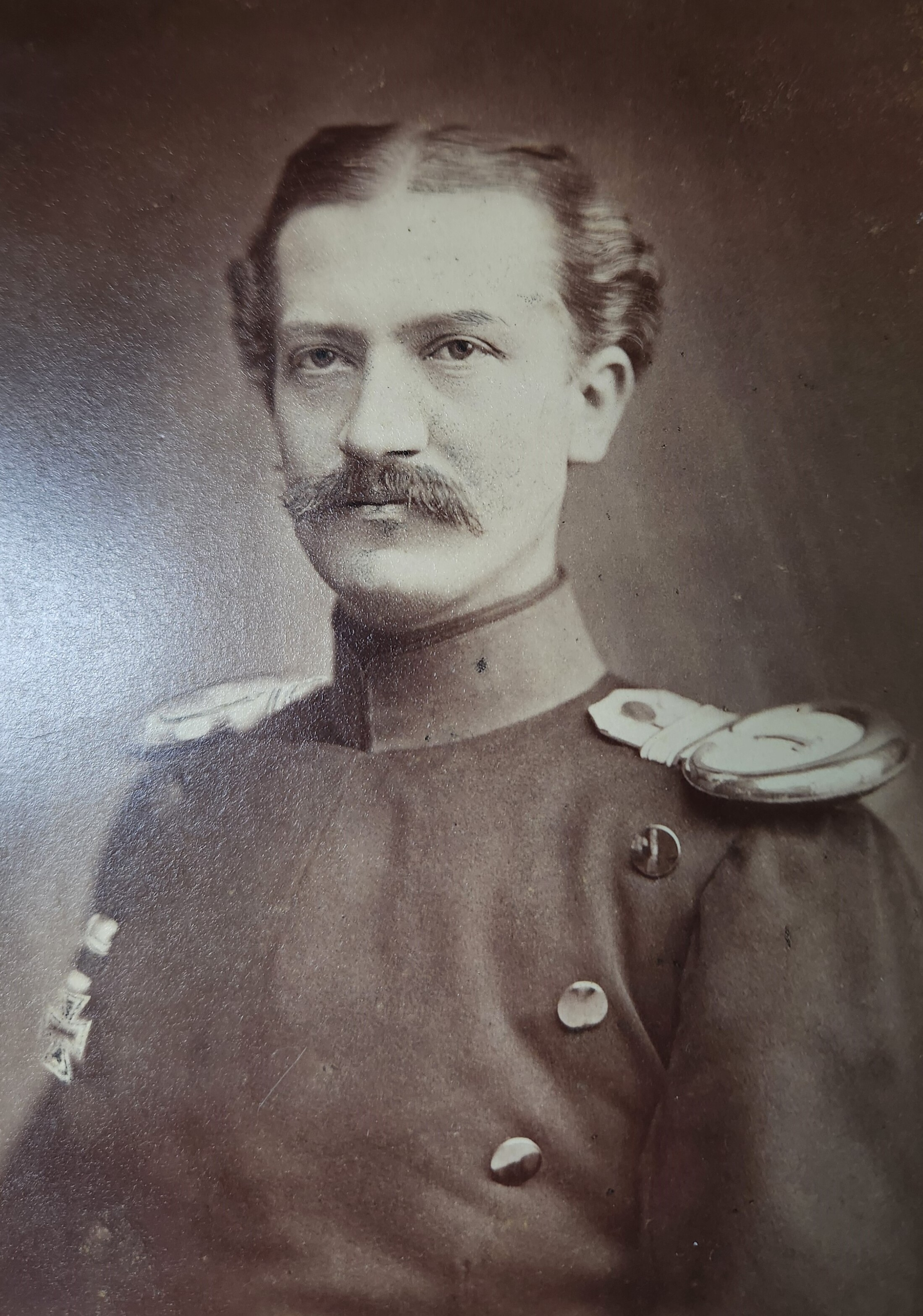
Benno Auer von Herrenkirchen

### Herkunft und Familie
Benno entstammte dem Adelsgeschlecht Auer von Herrenkirchen. Er war das siebte Kind von Ferdinand Wilhelm Auer (1798–1879) und das vierte Kind aus dessen zweiter Ehe mit Katharina Lisette Amalie Freitag (1816–1883). Er heiratete am 12. Februar 1876 in Genf Antonie Duval de Stoutz (1855–1896). Zusammen hatten sie 4 Kinder, nämlich Hans Helmhart (1877–1960), Cäcilie Walpurga Amalie Antonie Karoline (1878–1889), Amalie Antonie Karoline Barbara Judith (1884–?) und Amalie Katharina Antonie Friederike Elisabeth (1887–?).

### Karriere
Benno Auer von Herrenkirchen diente bis zum 10. September 1873 als Sekondeleutnant im Grenadier-Regiment Kronprinz Nr. 1, bis er als Bureauchef und Bibliothekar zur Kriegsschule in Neisse entschickt wurde. Am 15. Juni 1875 erfolgte seine Beförderung zum Premierleutnant. Am 20. Juli desselben Jahres wurde er von der Kriegsschule in Neisse zur Kriegsschule in Kassel verlegt. In Kassel lebte er bis mindestens 1877.
Bis zum Jahre 1882 wechselte er zum 2. Nassauischen Infanterie-Regiment Nr. 88 und erreichte den Rang eines Hauptmanns. Danach avancierte Benno Auer zum Major. Bis 1894 wurde er Hofmarschall und Kammerherr des Herzogs Friedrich I. im Herzogtum Anhalt.
Bis zu seinem Tode lebte er in Dessau.

## Auszeichnungen
- II. Klasse des Eisernen Kreuz
- IV. Klasse des Roten Adlerordens
- Kriegsgedenkmünze 1870/1871
- Preußisches Militärdienstauszeichnungskreuz
- Ritter I. Klasse des Orden vom Zähringer Löwen
- Komtur II. des Herzoglich Sächsischen-Ernestinischen Hausorden
- Ritter I. Klasse des Leopoldsorden
- Kommandeur des Erlöser-Orden
- Offizierkreuz mit Schwur des Stern von Rumänien
- III. Klasse des Russischen Orden der Heiligen Anna
- Großoffizier des Takovo-Orden
- II. Klasse mit Stern des Mecidiye-Orden
- Rechtsritter des Johanniterordens im Jahre 1882
- Kommandeur II. Klasse des Hausordens Albrechts des Bären im Jahre 1892